# Канбан (розробка)
Канбан — це метод управління розробкою програмного забезпечення з наголосом з доставкою якраз вчасно, та униканні перевантаження членів команди. При цьому підході процес від опису задачі до доставки результатів її виконання користувачу, наочно показується учасникам процесу, і члени команди можуть витягувати роботу з черги.
Канбан в контексті розробки програмного забезпечення означає систему візуального управління процесом, яка вказує, що виробляти, коли виробляти і як багато виробляти й бере за основу Виробничу систему Тойота та Ощадливе виробництво.

## Опис методу
Слово «канбан» походить з японської (看板) і грубо перекладається як «вивіска» чи «білборд». Девідом Андерсеном він був описаний як підхід до інкрементної, еволюційної зміни процесів і систем в організації. Він використовує обмеження роботи, що знаходиться в процесі виконання, як ключовий механізм для виявлення проблем в роботі системи та стимулює співпрацю для постійного її вдосконалення. Корені знаходяться в чотирьох базових принципах:
Почніть з того, що ви маєте заразМетод Канбан не описує конкретний набір ролей чи кроків процесу. Він стартує з ролями й процесами, що є у вас зараз, і стимулює постійні інкрементні та еволюційні зміни в системі. Канбан — це метод управління змінами.
Погодьтесь домагатись інкрементних, еволюційних змінОрганізація (чи команда) повинна погодитись, що постійні, інкрементні зміни — це спосіб покращити систему, і зробити так, щоб ці покращення прижились. Глобальні зміни можуть виглядати більш ефективними, але мають більший ризик провалу, через опір та страх змін в організації. Канбан заохочує постійні невеликі зміни до поточної системи.
Поважайте поточний процес, ролі, відповідальності та посадиДуже ймовірно, що організація має деякі елементи, що працюють задовільно, і їх варто зберегти. Канбан намагається уникнути страхів, домовляючись поважати поточні ролі, відповідальності та посади з метою отримати ширшу підтримку.
Лідерство на всіх рівняхЛідерські дії на всіх рівнях - від окремих працівників і аж до старшого менеджменту — схвалюються.

### Шість ключових практик методу Канбан
Андерсон ідентифікував п'ять ключових властивостей, які спостерігаються в кожній успішній реалізації методу Канбан. Пізніше їх було названо практиками і розширено шостою.
1. Візуалізуйте
Візуалізація процесів роботи допомагає в правильному розумінні змін, що плануються і допомагає впроваджувати їх згідно з планом.
Типовим способом візуалізувати процес роботи є використання дошки з колонками і картками. Колонки на дошці позначають різні кроки процесу роботи.
2. Обмежуйте задачі в процесі виконання
Обмеження задач в процесі виконання має на увазі те, що використовується система «витягування» на частинах, або всьому процесі роботи. Система «витягування» працює як один з головних стимулів до постійних покращень в системі.
Система «витягування» може бути реалізована, як система канбан, CONWIP, DBR чи якийсь інший варіант. Критичним елементом є те, що робота, котра перебуває в стані виконання на кожному кроці робочого процесу, є обмеженою, і що нова робота «витягується» в кожен крок, коли з'являється місце в колонці кроку.
3. Керуйте потоком
Кожен перехід між станами в потоці моніториться, вимірюється і звітується. Активне управління потоком дозволяє оцінити позитивні та негативні ефекти змін у системі.
4. Зробіть політики явними
Поки механізм чи процес не стане явним, часто важко чи неможливо здійснювати обговорення щодо його вдосконалення. Без явного розуміння, як все працює, будь-які обговорення проблем стають емоційними та суб'єктивними. З явним розумінням можливо перейти до більш раціональних, емпіричних та об'єктивних обговорень проблем.
5. Створіть цикли зворотнього зв'язку
Організації що не створили другий рівень зворотнього зв'язку — перегляд операцій, — зазвичай не бачать вдосконалення процесу поза локалізованим рівнем команди.
6. Вдосконалюйте співпрацюючи, розвивайтесь експериментально (використовуючи моделі та науковий метод)
Метод Канбан пропагує малі поступові, постійні та еволюційні зміни які приживаються. Коли команди мають спільне розуміння теорій про роботу, процес, ризики, вони більш ймовірно будуть здатними виробити спільне розуміння проблем та запропонувати вдосконалення які будуть результатом консенсусу.
Метод Канбан радить використовувати науковий підхід до втілення змін.